# Peter Wivel
Peter Wivel (født 19. november 1943 i København) er en dansk journalist og tidligere chefredaktør.

## Baggrund og tidlig karriere
Peter Wivel er født i København som ældste søn af Per Wivel. Hans onkel er tidl. forlagsboghandler Ole Wivel. Han har to brødre, kunsthistorikeren Mikael Wivel og kulturredaktør ved Weekendavisen, Henrik Wivel. Peter Wivel bor i Berlin med sin kone journalist, cand.mag. Henriette Harris. Han har tre børn fra et tidligere ægteskab og to fra sit nuværende. De ældste er stand-up-komiker Thomas Wivel (f.1968), Selvstændig erhvervsdrivende i Eca-elektric, Anders Wivel (født 1968), og litteraturredaktør på Weekendavisen Klaus Wivel.(født 1971)
- Læste klassisk filologi på Københavns Universitet, men nåede aldrig at afslutte studierne ( 1962-70).
- Skrev og redigerede Studenterbladet (1969-76).
- Ansat som skrivende medarbejder på Dagbladet Informations udlandsredaktion (1976-86).
- Korrespondent i London (1979-80)
- Korrespondent i Paris (1984-85)
- Medarbejdervalgt chefredaktør på Information (1987-1990)
- Udenrigsredaktør på Berlingske Tidende. Kort efter optaget i chefredaktionen (1990-92)
- Chefredaktør på Weekendavisen (1992-98)
- Chefredaktør på Berlingske Tidende (1998-2001)
- Journalist på Berlingske Tidende (2001-03)
- Korrespondent i Berlin for Politiken (2003-)

9. april 1999 blev Wivel Ridder af Dannebrog.
I en årrække fra 1969 var Peter Wivel medlem af partiet Venstresocialisternes forretningsudvalg.

## Historien omRiffelsyndikatet
I december 1999 opstod der en del internt røre på Berlingske Tidende, da tre journalister satte fokus på erhvervslivets rolle under 2. verdenskrig. I modsætning til de tre journalister mente Wivel ikke, at det var en sensation, at Riffelsyndikatet, som A.P. Møller var ejer af, solgte våben til Tyskland – ”for hvem skulle de ellers sælge våben til”, spørger han retorisk. ”Danmark var jo besat af tyskerne – de var nødt til at levere våben – det er der ingen historie i. Men hvis nogen kunne bevise, at Riffelsyndikatet gik ud over, hvad man kunne forvente, så er der en historie – men ikke nødvendigvis om A.P Møller, hvis nationale sindelag er udpræget dansk”, påpeger Wivel. Journalisterne mente, at de kunne fremskaffe materiale, der tydede på våbenfabrikkens samarbejdsvillighed med tyskerne, og Wivel bøjede sig og lod historien se dagens lys. 
Historien fik mere eller mindre direkte konsekvenser for Wivels karriere, da Mærsk Mc-Kinney Møller trak sig som stor-aktionær, og Berlingske Tidende blev opkøbt af den norske Orkla-koncern. Det bevirkede, at Wivel følte sig lammet i sin beslutningskraft.